# Balve

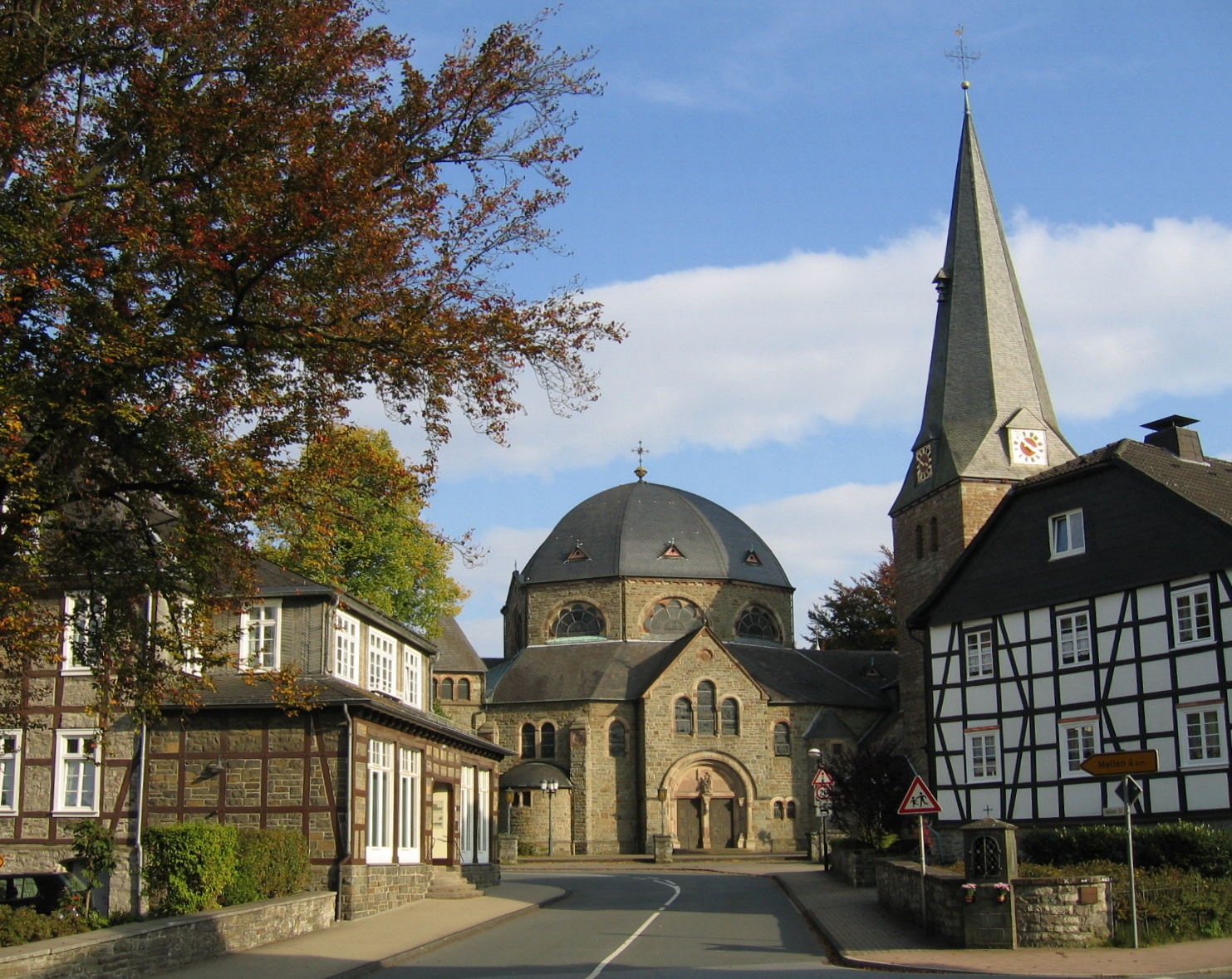
Balve

Balve este un oraș din landul Renania de Nord-Westfalia, Germania.